# Owen Meighan
Owen Leopoldo Meighan (* 7. Februar 1944 in Belize City) ist ein ehemaliger belizischer Leichtathlet.
Er nahm an den Olympischen Sommerspielen 1968 in Mexiko teil. Im Weitsprung erreichte er Platz 34.